# 윤전 인쇄

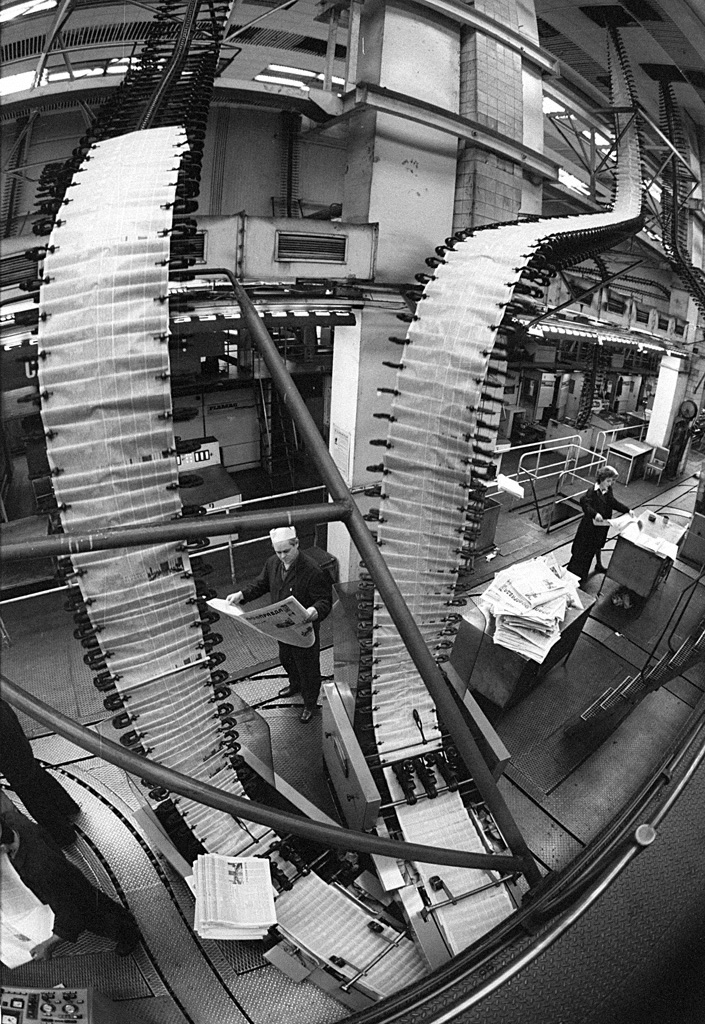
프라우다를 찍어내는 윤전기.

윤전 인쇄(輪轉印刷, 문화어: 륜전 인쇄, rotary printing press, web press)는 회전하는 원통 사이로 인쇄용지를 끼워 인쇄하는 인쇄기 방식이다. 종이, 판지, 플라스틱 등 다양한 재료들에 인쇄할 수 있다. 윤전 인쇄에 쓰이는 인쇄기를 윤전기(輪轉機, 문화어: 륜전기, rotary press)라 한다. 윤전기는 1843년에 리처드 마치 호(Richard March Hoe)가 발명했으며, 1846년에 보완하여 1847년에 특허를 냈다.
오늘날 윤전 인쇄는 그 종류가 다양하여, 오프셋 인쇄, 그라비아 윤전기, 아닐린 인쇄 등이 있다. 모두 인쇄시 원통형 판면을 사용하는 것은 같으나, 그 세부 방법에서 차이가 있다. 오프셋 석판 인쇄는 이미지가 판에 화학적으로 적용되는 화학적 공정을 사용한다(일반적으로 판 재료의 감광층을 노출하여). 석판 인쇄는 물과 기름이 섞이지 않는 성질을 이용해 평판 인쇄를 한다. 인쇄용 판에서 인쇄되지 않는 부분은 친수성으로, 인쇄되는 부분은 물에 젖지 않는 소수성으로 만드는 것이다. 한편, 그라비아는 잉크로 차 있는 구리 원통에 새겨진 요철을 이용하는 인쇄법이고, 아닐린 인쇄는 폴리머로 된 판을 사용하는 양각 인쇄술이다.

## 같이 보기
- 젖음